# Grischa Perino
Grischa Perino (* 11. November 1978) ist ein deutscher Wirtschaftswissenschaftler.

## Leben
Er erwarb 2001 das Vordiplom VWL an der Universität Bonn, 2003 den M.Sc. in Environmental and Resource Economics an der University College London, 2004 den Diplom-Volkswirt an der Albert-Ludwigs-Universität Freiburg, 2007 den Dr. rer. pol. an der Universität Heidelberg und 2012 das Postgraduate Certificate in Higher Education Practice an der University of East Anglia. Seit 2013 ist er Professor für VWL, insbesondere Ökologische Ökonomie, Fachbereich Sozialökonomie, an der Universität Hamburg. 
Seine Forschungsschwerpunkte sind Bereiche der Umweltökonomie, insbesondere die Analyse verschiedener Regulierungsinstrumente, Umweltinnovationen, intrinsische Motivation zum Umweltschutz und die Bewertung von urbanen Umweltgütern. Methodisch liegt sein Schwerpunkt in der Theorie, er arbeitet aber auch mit Experimenten und empirisch.

## Schriften (Auswahl)
- The economics of environmental innovation, regulation and commitment . 2007.
- How delegation improves commitment. 2008.
- The design of permit schemes and environmental innovation. 2008.
- mit Maximilian Willner: The price and emission effects of a market stability reserve in a competitive allowance market. Hamburg 2015.